# خرإبة الحرثي (السدة)

تعديل مصدري - تعديل

خرابة الحرثي محلة تابعة لقرية خرابة صالح، التابعة لعزلة جبل حجاج بمديرية السدة إحدى مديريات محافظة إب في الجمهورية اليمنية.، بلغ تعداد سكانها 117 حسب تعداد اليمن لعام 2004.